# لورانس د. كوهن
لورانس د. كوهن (بالإنجليزية: Lawrence D. Cohen)‏ هو محامي وسياسي أمريكي، ولد في 17 أبريل 1933، وتوفي في 11 سبتمبر 2016. حزبياً، نشط في الحزب الديمقراطي.